# Hollands Diep

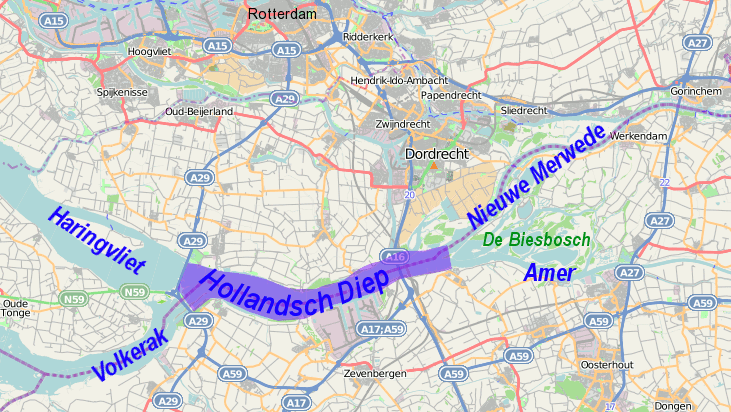
Lage des Hollands Diep

Das in den Niederlanden gelegene Hollands Diep, auch Hollandsch Diep (deutsch Holländische Tiefe), ist der innerste, etwa 20 Kilometer lange Teil der stromartigen Nordsee-Bucht Haringvliet.  An seinem östlichen Ende münden der südliche Hauptarm des Rheins (Waal, hier Nieuwe Merwede genannt) und die Maas (hier Bergsche Maas und am Ende Amer  genannt). Die Nordsee erreichen diese gemeinsam, nachdem sie das insgesamt etwa 50 Kilometer lange  Haringvliet durchflossen haben. Das Vliet ist seit 1970 gegen die See durch das  Deltawerk Haringvlietdam absperrbar.

## Lage und Charakteristik

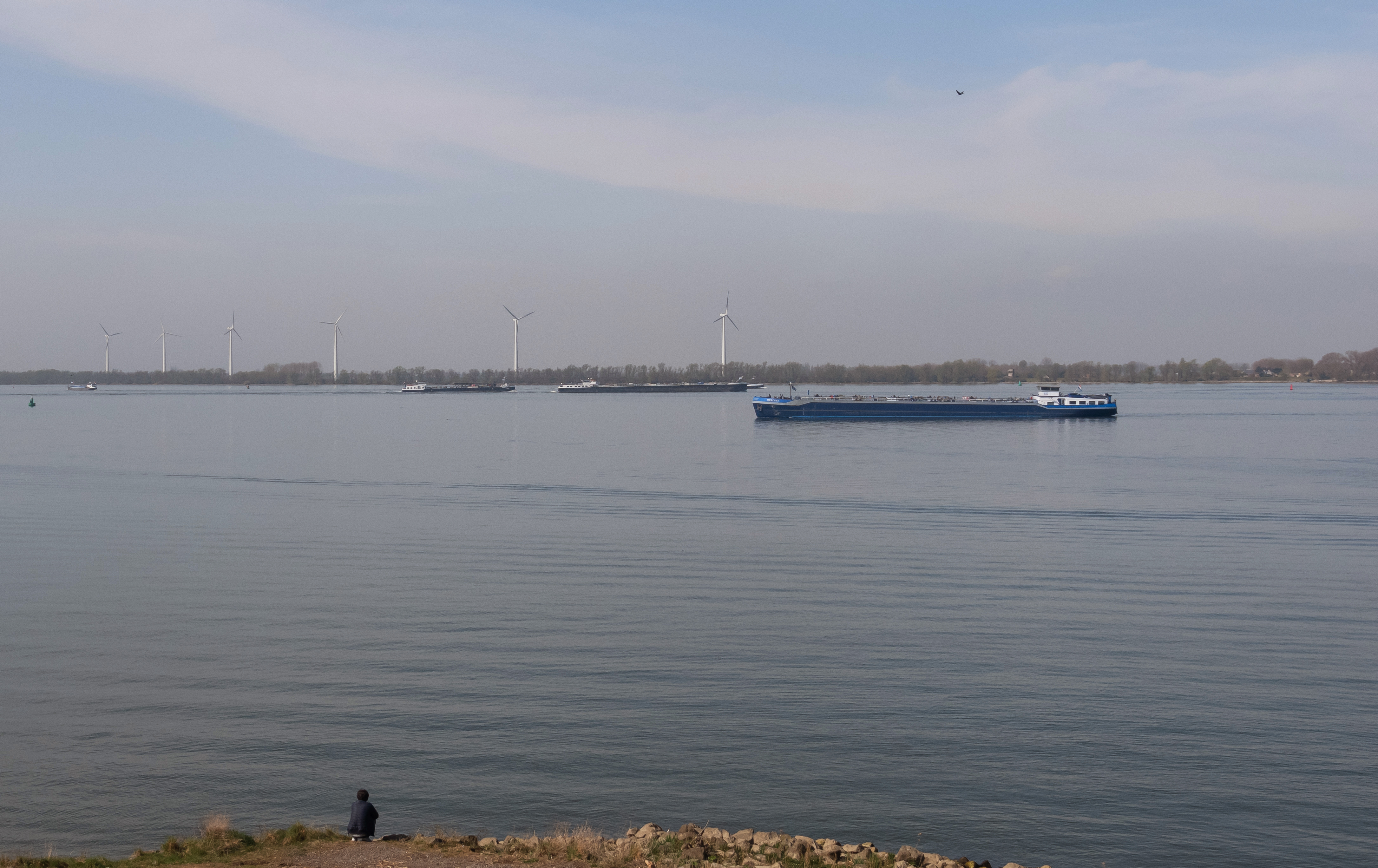
Hollands Diep

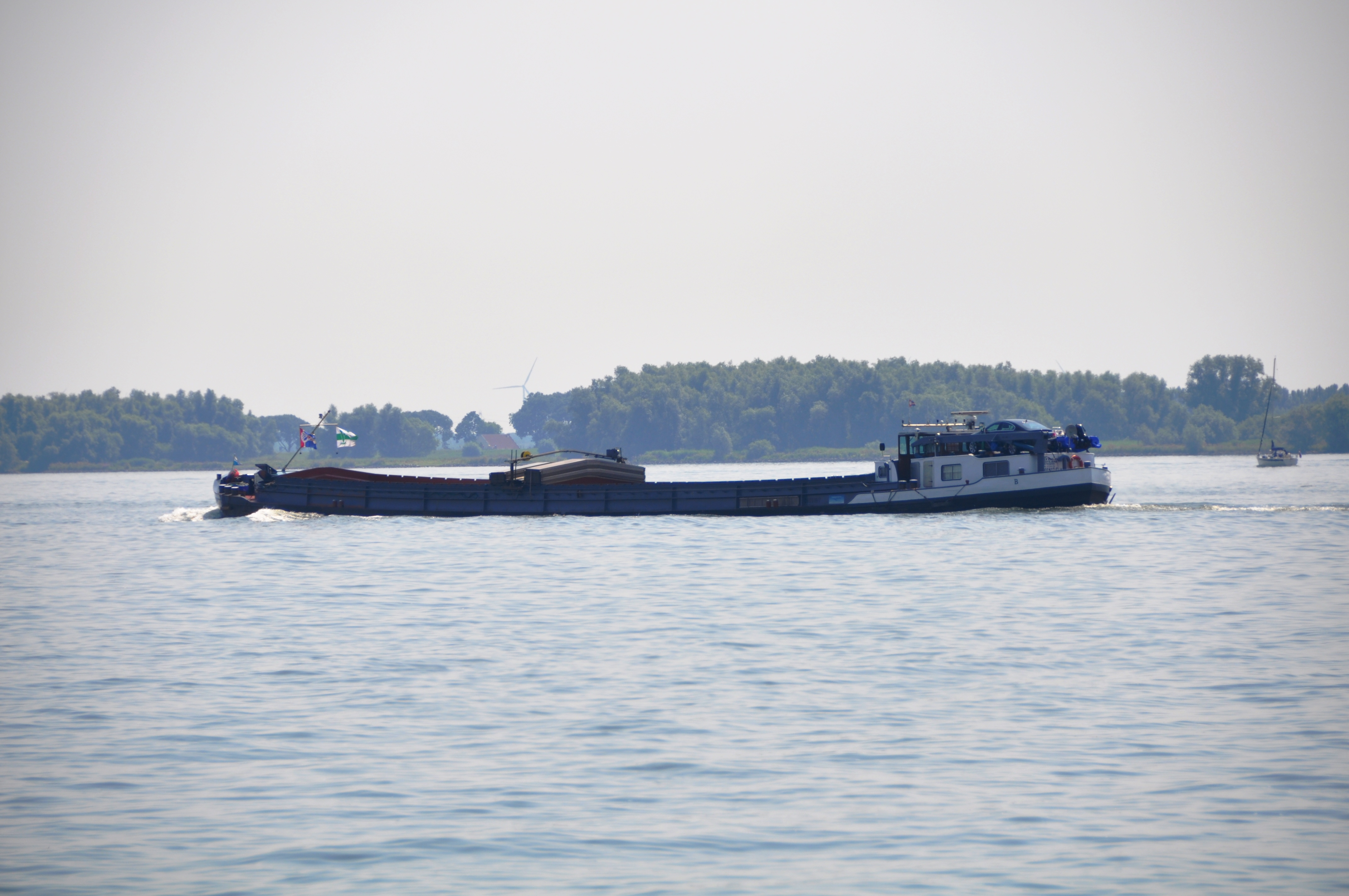
Hollands Diep

Im Mündungswinkel der beiden großen Zuflüsse liegt die teilweise naturbelassene Deltalandschaft des Biesbosch. 
Am Westende des Hollands Diep war das ästuarartig aufgeweitete Haringvliet mit der Grevelingen-Bucht und der Oosterschelde über das Volkerak im Südwesten verbunden. Seit 1970 ist die Verbindung durch ein Deltawerk abgedämmt. Das Haringvliet, inkl. dem Hollands Diep, wandelte sich, durch die fast permanente Abtrennung von der Nordsee und den Nachbarbuchten, von salzigen oder brackigen, unter Gezeiteneinfluss stehenden Ästuaren in einen Süßwassersee. Seit 2010 wird der Haringvlietdam vermehrt offen gehalten, um die Verbrackung zu erneuern.
Das Hollands Diep liegt auf der Grenze zwischen den niederländischen Provinzen Zuid-Holland im Norden und Noord-Brabant im Süden. Im Norden des Hollands Diep liegen der Hoeksche Waard und die Dordrechter Insel; zwischen ihnen stellt das Dordtse Kil eine Verbindung zur Oude Maas und zum Nieuwe Waterweg her.

## Entstehung
Die Sturmflut von 1216 schlug bei Voorne eine Lücke in den küstenbegleitenden Dünensaum, wodurch zunächst der westliche Teil des Haringvliets entstand (Name seit 1315). Etwa 1250 erreichte das Wasser die Striene, von wo es bis weit nach Brabant seinen Weg suchte. Das Hollands Diep entstand 1421 durch die sogenannte Elisabethenflut, die die Mündungsbereiche von Rhein, Maas und Schelde grundlegend veränderte. Zu Beginn war das neue Hollands Diep um ein Vielfaches breiter und reichte viele Kilometer weiter nach Osten. Durch Anlandung, Verlandung und Einpolderung schrumpfte es auf das heutige Ausmaß. Das Hollands Diep hieß früher Wijvekeen. 

## Hydrologische Aspekte
Seit 1904 die alte Mündung der Maas in die Waal verschlossen wurde (Afgedamde Maas) vereinigt sich im Hollandsch Diep das Wasser der Maas (Bergsche Maas) mit mehr als der Hälfte des Rheinwassers (durch die 1874 angelegte Nieuwe Merwede). Bis 1970 verteilte sich der Abfluss von hier ins Meer großenteils auf das Haringvliet und den Volkerak, der zu der Zeit selber noch mehrere Abflusswege hatte. Seit 1970 ist der Volkerak vom Delta abgetrennt. Vom Wasser des Hollands Diep erreichen durchschnittlich 80 % die See durch die Mündung des Haringvliet, durchschnittlich ein Fünftel wird durch das Spui in den Nieuwe Waterweg abgezweigt.
Das Wassermanagement im Rheindelta strebt mittels mehrerer Sperrwerke einen Durchfluss von etwa 1500 m³/s im Nieuwe Waterweg (durch den Hafen Rotterdam) an; die darüber hinausgehende Wasserführung vor allem der Waal wird überwiegend über die Nieuwe Merwede und das Hollands Diep abgeleitet; im Mittel sind dies rund 950 m³/s. Umgekehrt wird bei niedrigem Wasserstand des Rheins (weniger als 1100 m³/s beim Pegel Lobith an der deutschen Grenze) der Haringvliet-Damm nahezu geschlossen, so dass das vereinigte Wasser von Waal und Maas über verschiedene Wege dem Nieuwe Waterweg zuströmt. Dadurch weist das Hollands Diep zusammen mit der Nieuwe Merwede und dem Haringvliet einen jahreszeitlich stark schwankenden Durchfluss mit Pegelschwankungen von fast zwei Metern auf.
Daneben gibt es als Scheintide bezeichnete tägliche Schwankungen, die sich durch das Schließen der Haringvliet-Schleusen bei Flut ergeben.

## Kulturlandschaft und Geschichte
Das Hollands Diep konnte vor 1872 nur eher mühsam per Schiff überquert werden. Es war damit auch ein Symbol der früher bedeutenden kulturellen Kluft zwischen dem protestantischen Norden und dem katholischen Süden der Niederlande. Die niederländischen Redewendungen boven Moerdijk („oberhalb Moerdijks“) bzw. beneden Moerdijk („unterhalb Moerdijks“) wollen sagen „im eigentlichen, protestantischen  Holland“ bzw. „in den südlichen, katholischen Niederlanden“ (Nordbrabant und Limburg).
Am Südufer liegt der historische Festungsort Willemstad (Teil der Befestigungsanlagen am Hollands Diep und am Volkerak). 

## Infrastruktur
Über das Hollands Diep führen bei Moerdijk die Moerdijkbruggen (eine Autobahn- und zwei Eisenbahnbrücken). Am Übergang zu den anderen Ästuaren liegen die Haringvlietbrug und der mit Schleusen versehene Helegatdam. 
Ein Teil des Hollands Diep gehört zur Schifffahrtsroute zwischen Rotterdam und Antwerpen, davon zeugen auch die Hafenanlagen von Moerdijk-Zevenbergen am Südufer.